# 松本康
松本 康（まつもと やすし、1979年6月25日 - ）は、長野県出身のオートレース選手（伊勢崎オートレース場所属）。
オートレース転向前はスーパーモタード全日本選手権MOTO1オールスターズのトップライダー（CPスポーツ所属）として活躍、
深いバンク角とドリフトアングルでコーナーを攻め立てるその激しいライディングスタイルとレースに対する真摯な態度、マシンを降りた時の人柄の良さから、多くのファンから愛される。
やっし、ヤッシーなどの愛称で呼ばれる。
オートレースでは「松本 やすし」とひらがなで表記される。

## 略歴
- 少、青年期　実兄井原健とモトクロスを始め、兄弟ともにモトクロス国際A級獲得
- 2004年　OVERALLにてスーパーモタードデビュー
- 2005年　モトクロスからスーパーモタードへの転向を決意。
- 2006年　MOTO1オールスターズのmoto1およびmoto2クラスにダブルエントリー。最高峰のmoto1クラスでチャンピオン獲得
- 2007年　出場をMOTO1オールスターズのmoto1クラスに絞る。シリーズランキング4位。アメリカのX-Games出場をかけたレースに参戦。
- 2008年　ハスクバーナ日本代理店からのサポートを受け、事実上ワークスライダーとしてmoto1に参戦。誰もが認める速さながらチャンピオン獲得ならず。シリーズランキング3位。
- 2009年　moto1クラスシリーズランキング2位。
- 2010年　moto1クラスシリーズチャンピオン獲得。
- 2011年　moto1クラスシリーズランキング2位。
- 2012年8月13日、オートレース第32期選手候補生入所試験に合格[2]。
- 2013年7月19日、オートレースデビュー。翌日7月20日の2戦目で初勝利を挙げる。
- 2015年1月25日、1級車乗り換え初節にて初優勝（第6回浜松酒造「出世城」杯）を飾る。その後5月までに3回の優勝（レースオーナーカップ、フタバ設計杯オーバルファイト）をあげた。